# آخرین دوئل (فیلم ۲۰۲۱)
آخرین دوئل (انگلیسی: The Last Duel) فیلمی در ژانر درام تاریخی حماسی به کارگردانی ریدلی اسکات است که در سال ۲۰۲۱ منتشر شد. این فیلم از فیلم‌نامه‌ای به قلم نیکول هولوفسنر، بن افلک و مت دیمون و بر پایهٔ کتاب آخرین دوئل: داستانی واقعی از محاکمه توسط مبارزات در فرانسه قرون وسطی نوشتهٔ اریک جگر در سال ۲۰۰۴ ساخته شده‌است. داستان این فیلم در قرون وسطی فرانسه جریان دارد و در آن مت دیمون، آدام درایور، جودی کومر و بن افلک ایفای نقش می‌کنند. این فیلم داستان شوالیه‌ای به‌نام ژان د کاروژ (دیمون) را روایت می‌کند که دوستش ژاک لو گری (درایور) را به یک دوئل قضایی به‌دلیل اتهام تجاوز به همسرش مارگریت (کومر) به چالش می‌کشد. رویدادهای منتهی به دوئل به سه فصل تقسیم می‌شوند که دیدگاه‌های سه شخصیت اصلی فیلم را منعکس می‌کنند. بن افلک هم نقش مکمل کنت پیر دالنسون را ایفا می‌کند.
ساخت اثری اقتباسی از کتاب اریک جَگِر برای اولین بار در سال ۲۰۱۵ اعلام شد و به‌طور رسمی تا اواخر ژوئیه ۲۰۱۹ اجازه ساخت این اقتباس داده نشده بود. در آن ماه حضور افلک و دیمون در مقام بازیگران و نویسندگان مشترک فیلم تأیید شد و کومر و درایور اواخر همان سال به گروه بازیگران این فیلم پیوستند. مراحل فیلم‌برداری از فوریه تا اکتبر ۲۰۲۰ با وقفه‌ای چند ماهه به دلیل همه‌گیری کووید-۱۹ در فرانسه و ایرلند به طول انجامید.
افتتاحیهٔ جهانی آخرین دوئل در ۱۰ سپتامبر ۲۰۲۱ در جشنواره فیلم ونیز بود و سپس در ۱۵ اکتبر ۲۰۲۱ از طریق استودیو قرن بیستم به‌صورت سینمایی در ایالات متحده اکران شد. این فیلم نقدهای مثبتی از سوی منتقدان دریافت کرد و نقش‌آفرینی بازیگران و ارزش تولیدی فیلم با ستایش منتقدان همراه بود، اما در گیشهٔ جهانی ۲۹ میلیون دلار در مقابل بودجهٔ ساخت ۱۰۰ میلیون دلاری خود فروش داشت و به یک بمب گیشه تبدیل شد.

## بازیگران
- مت دیمون در نقش ژان د کاروژ
- آدام درایور در نقش ژاک لو گری
- جودی کومر در نقش مارگریت دو کاروژ
- بن افلک در نقش کنت پیر دالنسون
- هریت والتر در نقش نیکول دی بوچارد
- الکس لاوتر در نقش شارل ششم
- سرنا کندی در نقش ملکه ایزابو
- مارتون چوکاش در نقش کرسپین
- ژلیکو ایوانک در نقش لی کاک
- تلوله هدون در نقش ماری
- بریونی هانا در نقش آلیس
- ناتانیل پارکر در نقش سر رابرت د تیبوویل
- سم هزلدین در نقش تومین دو بوآس
- مایکل مک‌الاتون در نقش برنارد لاتور
- الیور کاتن در نقش جان دی کاروژ سوم
- کلایو راسل در نقش عموی شاه
- آدام ناگایتیس در نقش آدام لوول
- باسکو هوگن در نقش کشیش
- کلیر دان در نقش سیلا
- کائویمه اومالی در نقش الیزابت
- ام‌دی تاین خان در نقش جک اسمیت

## بازخورد
آخرین دوئل در وبگاه راتن تومیتوز بر پایهٔ بازبینی جمعی ۲۵۴ نقد امتیاز ۸۵٪ و میانگین نمرهٔ وزنی ۷٫۳۰/۱۰ را دریافت کرد. اجماع منتقدان این وبگاه می‌گوید «انتقاد آخرین دوئل از زن‌ستیزی سیستمیک به اندازه‌ای که ممکن است مؤثر باشد نیست، اما همچنان یک درام با بازی خوب و قابل تأمل و سرشار از عظمت حماسی است.»